# 4913 Wangxuan
4913 Wangxuan là một tiểu hành tinh vành đai chính với chu kỳ quỹ đạo là 1394.9344660 ngày (3.82 năm).
Nó được phát hiện ngày 20 tháng 9 năm 1965.